# Польський Інститут (Київ)
Польський Інститут у Києві (пол. Instytut Polski w Kijowie) — культурно-освітній державний заклад, що є представництвом Міністерства закордонних справ Республіки Польща. Заснований 1998 року.
Адреса: 01030, Київ, вулиця Богдана Хмельницького, 29/2, офіс 17.

## Діяльність
Діяльність Польського Інституту у Києві полягає в популяризації польського наукового і культурного життя, презентації важливих подій та явищ, пов'язаних з Польщею. Як структура, Польський Інститут у Києві аналогічний до подібних закладів інших країн (Британська Рада, Французький культурний центр, Інститут Данте Аліґ'єрі, Інститут Сервантеса) Польський Інститут у Києві — це один з більш ніж 20 подібних закладів у інших країнах світу (на сьогодні у світі діють 24 Польських Інститути, серед іншого у Парижі, Празі, Бухаресті, Вільнюсі, Нью-Йорку, Нью-Делі, Тель-Авіві, Лондоні, Мадриді, Москві, Токіо, Римі тощо).

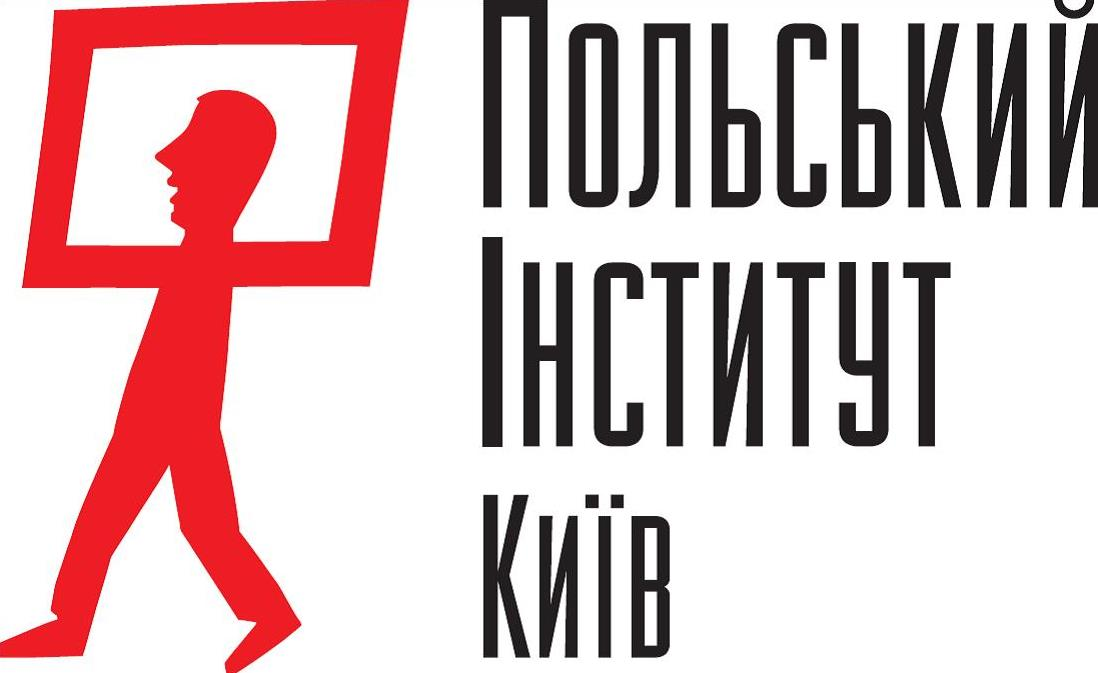
Польський Інститут

У Києві Польський Інститут виконує завдання відділу з питань культури та науки Посольств Республіки Польща. Головними завданнями Інституту є популяризація польської мови та культури, співпраця з місцевими осередками культури та участь у міжнародних культурних проектах.
Широка та різнопланова діяльність Інституту охоплює покази для широкої аудиторії польських художніх і документальних фільмів, знайомства з кращими театральними колективами Польщі, організацію та співорганізацію концертів класичної музики за участі як музичних колективів, так і окремих солістів, а також видатних композиторів та диригентів Польщі, презентацію найкращих сучасних музичних колективів Польщі, організацію та проведення музейних, фотографічних, художніх виставок, а також безпосередніх творчих зустрічей з митцями — авторами і кураторами.
На запрошення Інституту Україну відвідали: відомі режисери Анджей Вайда, Єжи Гофман, Кшиштоф Зануссі; музиканти Ярек Смєтана, Анна Марія Йопек, Лешек Можджер, Януш Олейнічак; письменники Ольга Токарчук, Барбара Космовська, Катажина Ґрохоля, Януш Леон Вишневський, Януш Ґловацький; митці Катажина Козира, Артур Жмієвський, Павел Альтгамер, Леон Тарасевич; поети Ришард Криницький, Анджей Задура, Яцек Подсядло, Томаш Ружицький, актори Данута Стенка, Кристина Захватович, Єжи Штур, Ян Пешек, громадські діячі Аґнєшка Одорович, Адам Ротфельд, Александр Смоляр, Єжи Айслер, Адам Міхнік та інші.
Інститут організує прес-тури для українських журналістів до Польщі, проводить круглі столи, семінари, конференції і лекції за участі польських політиків, науковців, провідних спеціалістів та експертів. 2010 року у співпраці з виданням «Український тиждень», Інститут виступив з ініціативою створення циклу зустрічей із видатними особистостями, які мають вплив на функціонування держави, створення образу Польщі у світі — «Європейський досвід: Польща». Гостями проекту серед іншого були: Єжи Стемпєнь, Єжи Боровчак, Ґжеґож Ґауден, Вальдемар Домбровський, Марек Міхаляк, Мацей Новак, Боґдан Ліс, Павел Поторочин, Павел Свєбода, Ядвіґа Станішкіс.
В 2006 році, спільно з Міжнародним фондом «Відродження», Інститут заснував щорічний конкурс для українських видавництв: «Переклад сучасної польської наукової літератури та есеїстики українською мовою», завдяки якому польська наукова та художня література регулярно з'являється на полицях книгарень у відділі новинок.
Кілька знакових проектів Інституту, такі як «Дні Польського Кіно в Україні», фестиваль «ДжазБез», Літературна премія імені Джозефа Конрада-Коженьовського, Мистецька премія ім. Казимира Малевича, Дні Мистецтва Перформанс тощо, багато років поспіль тішать поціновувачів польської культури різноманітною програмною палітрою заходів та надійно вписались в перелік важливих культурно-мистецьких заходів в Україні.
При Інституті діє Ресурсний центр, в якому відвідувачі можуть скористатись з добірку художніх альбомів та каталогів, спеціалізованої преси, художньої літератури, музичних та відео матеріалів. Ознайомитись з каталогом бібліотеки можна на сторінці Польського Інституту у Києві: www.polinst.kiev.ua, на якій можна також знайти інформацію про польську культуру, події Інституту, стипендії, конкурси та багато іншого. Окрім цього, інформацію про події установи можна знайти не лише на офіційній, а й на профільних сторінках Інтернет-спільнот Facebook, Twitter, Google+ та YouTube.

## Бібліотека Польського інституту у Києві
Бібліотека заснована 1998 року на базі Польського Інституту у Києві. Серед основних завдань бібліотеки — промоція польської культури, музики, кіно, театру, архітектури тощо. Бібліотека знаходиться за адресою: Україна, місто Київ, вулиця Богдана Хмельницького 29/2, офіс 17.
Бібліотеку Польського Інституту у Києві поділено на п'ять частин
- тематичний книгозбір «Польська культура»
- періодика
- аудіо фонд
- відео фонд
- нотні партитури польських композиторів

До послуг користувачів є зал для прослуховування звукових записів та перегляду зображень на різних електронних носіях.
На сьогоднішній день, бібліотека нараховує кілька тисяч одиниць зберігання. Щорічні надходження до нього — це кілька сотень примірників (книги, аудіо, відео, часописи, газети тощо).
Приклади творів, що доступні користувачеві у Бібліотеці
Окрім головного культурно-мистецького профілю на полицях Бібліотеки можна побачити твори Герберта, Шульца, Ґомбровича, Міцкевича, Мілоша, Капусьцінського, Мрожка, Тувіма, Ружевича, Яструна, Лесьмяна, Стасюка, Реймонта, Диґата, Ґєдройца, Віткаци тощо. Широко представлений також і «словниковий фонд» центру.
У Бібліотеці можна знайти аудіо та відео-архів та польську періодику. Серед іншого, Вам можуть запропонувати свіжі номери видань: «Twórczość», «Literatura na Świecie», «Teatr», «Biuletyn IPN», «Polityka», «Newsweek Polska», «Tygodnik Powszechny», «Kino», «Panorama Literatury Polskiej», «Architektura», «Rzeczpospolita», «Pani» тощо.

## Керівництво
- 1998–2005 — Пйотр Козакевич
- 2005–2010 — Єжи Онух, І радник Посольства Республіки Польща в Україні
- вересень 2010 – серпень 2014 — Ярослав Ґодун, І радник Посольства Республіки Польща в Україні
- вересень 2014 – лютий 2018 — Ева Фігель, радник-посланник Посольства Республіки Польща в Україні
- 12.02.2018 – 28.06.2020 — Бартош Мусялович
- 29.06.2020 – 2024 — Роберт Чижевський
- з 2024 — Ярослав Ґодун[1]